# 4-Hydroxyphénylpyruvate dioxygénase
La 4-hydroxyphénylpyruvate dioxygénase (HPPD) est une oxydoréductase qui catalyse la réaction :
4-hydroxyphénylpyruvate + O2  {\displaystyle \rightleftharpoons }  homogentisate + CO2.
Cette enzyme est présente dans presque toutes les formes de vie aérobies. C'est une oxygénase à fer non héminique contenant du Fe(II), qui catalyse la conversion du 4-hydroxyphénylpyruvate en homogentisate, seconde réaction de la dégradation de la tyrosine.
La réaction qui conduit à la formation de la HPPD est la suivante :

Réaction catalysée par la 4-hydroxyphénylpyruvate dioxygénase.